# Duel (artysta)
Duel, właściwie John Williams (ur. 1969 w Melbourne) – australijski artysta graffiti, twórca murali i b-boy.

## Życiorys
Urodził się w 1969 w Melbourne jako młodszy brat Donny Williams, późniejszej pisarki i rzeźbiarki, u której zdiagnozowano autyzm. Jego kariera jako grafficiarza zaczęła się w połowie lat 80. od malowania pociągów i murów w okolicy rodzinnego miasta.
W 1992 wystartował w konkursie National Aerosol Art Competition i zdobył nagrodę stanową stanu Wiktoria za namalowany, za zgodą władz, mural. Duel tworzył w tym okresie również wall sculptures (?), przeszedł do malowania przy pomocy szablonów oraz na płótnie. Dwa lata później wystąpił jako główny bohater w telewizyjnym filmie dokumentalnym Sprayed Conflict w reżyserii Roberta Mollera, opowiadającym o rozwoju sceny graffiti i break dance w Australii.

## Filmografia
- 1994 Sprayed Conflict – jako on sam